# Rue de la Barillerie (Nantes)
Pour les articles homonymes, voir Rue de la Barillerie.
La rue de la Barillerie est une rue piétonne de Nantes.

## Situation et accès
Située dans le centre-ville de Nantes, dans le quartier du Bouffay, la rue relie les allées Jean-Bart et Penthièvre à la place du Change. Elle est rejointe, côté nord, par la rue Haute-Casserie et par la rue de la Bléterie, au sud. Elle est rectiligne, pavée, et fait partie du secteur piétonnier du Bouffay.

## Origine du nom
Son nom rapelle que des tonneliers ont établi leur activité dans cette voie.

## Historique
La rue de la Barillerie reprend le tracé de la chaussée gallo-romaine de l'Antiquité.
En 1742, la rue présente des sections inégales qui n'avaient que 10, 14 et 18 pieds de large (soit moins d'1,6 m). Elle n'est élargie qu'en 1829, à l'occasion de la construction du « pont d'Orléans », avec lequel elle forme le prolongement de la rue d'Orléans, ouverte en 1825, et située sur l'autre rive de l'Erdre, actuel cours des 50-Otages. La rue de la Barillerie est de nouveau élargie en 1878.
En 1777, l'artère porte le nom de « rue des Pannereux », c'est-à-dire, textuellement, des « fabricants de paniers ». Les vanniers étaient également présents rue du Vieil-Hôpital, et vendaient leurs produits sur le quai Jean-Bart, situé à proximité. La rue prend, par la suite, le nom de « rue de la Barillette », puis de « rue de la Barillerie ».

## Bâtiments remarquables et lieux de mémoire

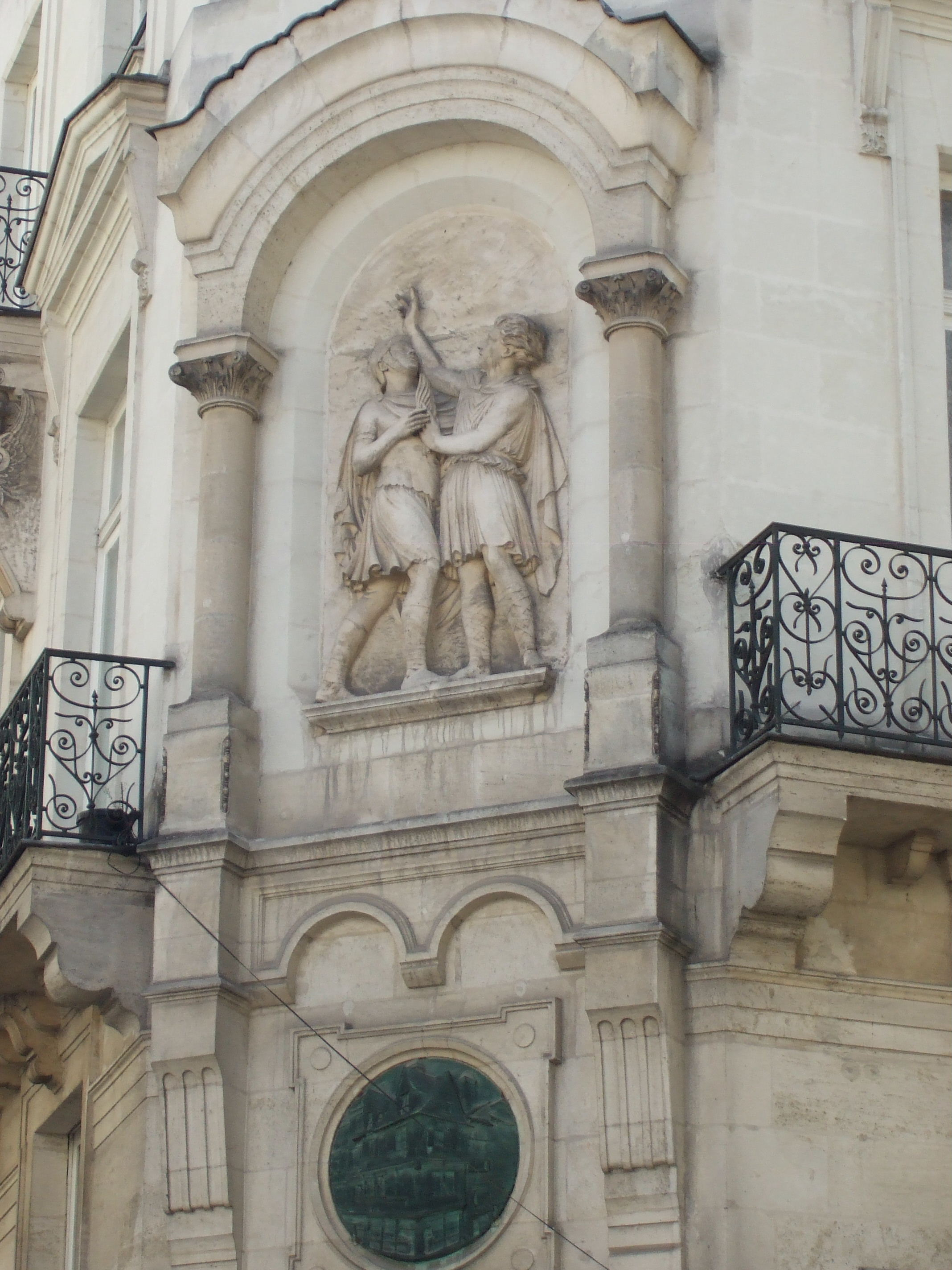
Bas-relief des « Enfants nantais » à l'angle des rues de la Paix et de la Barillerie.

À l'angle de la rue de la Paix, se trouvait la maison dite « des Enfants Nantais » qui fut démolie en 1859 et dont une partie de ses vestiges furent transportés au musée Dobrée. La construction qui la remplaça est doté d'un bas-relief qui représente les premiers martyrs chrétiens de la ville, Saint Donatien et son frère Saint-Rogatien (connus sous le nom d'« Enfants nantais »). Ce bas-relief servait d'enseigne à un magasin de chaussure situé au rez-de-chaussée de l'immeuble, baptisé « Aux Enfants Nantais » (activité commerciale qui est toujours présente de nos jours).